# Parafia św. Jana Chrzciciela w Górznie
Parafia Świętego Jana Chrzciciela w Górznie – parafia rzymskokatolicka w Górznie.
Parafia została erygowana w 1485 roku. Obecny kościół parafialny jest murowany, został wybudowany w latach 1907–1921 w stylu neobarokowym.
Terytorium parafii obejmuje Górzno, Chęciny, Chotynię (częściowo), Gąsów, Józefów, Kobylą Wolę, Łąki, Mierżączkę, Piaski, Potaszniki, Reducin, Samorządki oraz Wólkę Ostrożeńską.